# Tres dies de Flandes Occidental 2014
Els Tres dies de Flandes Occidental 2014 foren la 68a edició dels Tres dies de Flandes Occidental, una cursa ciclista que es disputa per les carreteres de Flandes Occidental, Bèlgica. La cursa es va disputar entre el 7 i 9 de març de 2014, formant part de l'UCI Europa Tour 2014, amb una categoria 2.1.
El vencedor final fou l'estoni Gert Jõeäär (Cofidis), que s'imposà al belga Guillaume van Keirsbulck (Omega Pharma-Quick Step) i al francès Johan Le Bon (FDJ), segon i tercer respectivament. En les classificacions secundàries Danilo Napolitano (Wanty-Groupe Gobert) guanyà la classificació per punts, Eduard-Michael Grosu (Vini Fantini Nippo) els esprints, Van Keirsbulck fou el millor jove i el Trek Factory Racing fou el millor equip.

## Equips
L'organització comunicà la llista dels 25 equips convidats el 25 de febrer de 2014. D'aquests, vuit eren World Tour, set equips continentals professionals i 10 equips continentals:
- equips World Tour: AG2R La Mondiale, BMC Racing Team, FDJ, Garmin-Sharp, Giant-Shimano, Lotto-Belisol, Omega Pharma-Quick Step, Trek Factory Racing
- equips continentals professionals: Bretagne-Séché Environnement, Cofidis, MTN-Qhubeka, NetApp-Endura, RusVelo, Topsport Vlaanderen-Baloise, Wanty-Groupe Gobert
- equips continentals: 3M, An Post-ChainReaction, De Rijke, Roubaix Lille Métropole, Stuttgart, Vastgoedservice-Golden Palace Continental, Veranclassic-Doltcini, Verandas Willems, Vini Fantini Nippo, Wallonie-Bruxelles

## Etapes
| Etapa | Data      | Recorregut                |                           | Km    | Vencedor d'etapa               | Líder de la general |
| ----- | --------- | ------------------------- | ------------------------- | ----- | ------------------------------ | ------------------- |
| Pr.   | 7 de març | Middelkerke - Middelkerke | Contrarellotge individual | 7,0   | Gert Jõeäär (EST)              | Gert Jõeäär (EST)   |
| 1a    | 8 de març | Bruges - Harelbeke        | Etapa plana               | 182,9 | Danny van Poppel (NED)         | Gert Jõeäär (EST)   |
| 2a    | 9 de març | Nieuwpoort - Ichtegem     | Etapa plana               | 185,9 | Guillaume Van Keirsbulck (BEL) | Gert Jõeäär (EST)   |

## Classificació final
|    | Ciclista                       | Equip                   | Temps      |
| -- | ------------------------------ | ----------------------- | ---------- |
| 1  | Gert Jõeäär (EST)              | Cofidis                 | 8h 43' 24" |
| 2  | Guillaume Van Keirsbulck (BEL) | Omega Pharma-Quick Step | + 3"       |
| 3  | Johan Le Bon (FRA)             | FDJ                     | + 5"       |
| 4  | Stijn Devolder (BEL)           | Trek Factory Racing     | + 11"      |
| 5  | Jan Ghyselinck (BEL)           | Wanty-Gobert            | + 13"      |
| 6  | Silvan Dillier (SUI)           | BMC Racing Team         | + 13"      |
| 7  | Danny van Poppel (NED)         | Trek Factory Racing     | + 15"      |
| 8  | Jesse Sergent (NZL)            | Trek Factory Racing     | + 15"      |
| 9  | Kristof Vandewalle (BEL)       | Trek Factory Racing     | + 16"      |
| 10 | Jan Bárta (CZE)                | NetApp-Endura           | + 17"      |